# Cobra (TV-serie)
Cobra är en brittisk actiondramaserie från 2020. Serien är skapad av Ben Richards som även skrivit manus. Seriens första säsong består av sex avsnitt.
Den svenska premiären planerar till den 5 april 2020 på C More.

## Handling
Europa drabbas av ett flertal omfattande strömavbrott till följd av en solfackla. I Storbritannien samlas COBRA-kommittén bestående av landets samlade experter och politiker för att lösa problemen.

## Rollista (i urval)
- Robert Carlyle – Robert Sutherland, premiärminister
- Victoria Hamilton – Anna Marshall
- David Haig – Archie Glover-Morgan
- Richard Dormer – Fraser Walker
- Lucy Cohu – Rachel Sutherland
- Edward Bennett – Peter Mott
- Marsha Thomason – Francine Bridge
- Lisa Palfrey – Eleanor James
- Con O'Neill – Harry Rowntree
- Jonathan Harden – DI Miller